# The Mighty Mighty Bosstones
The Mighty Mighty Bosstones (neformalno tudi The Bosstones) je ameriška ska punk glasbena skupina iz Bostona, ki je nastala leta 1983, leta 2004 razpadla in ponovno deluje od leta 2007.

## Zasedba
Trenutna zasedba
- Dicky Barrett – glavni vokal (1983–2004, 2007–danes)
- Tim "Johnny Vegas" Burton – tenorski saksofon, spremljevalni vokal (1983–2004, 2007–danes)
- Ben Carr – plesalec, spremljevalni vokal, tolkala, menedžer turnej in "Bosstone" (1983–2004, 2007–danes)
- Joe Gittleman – bas kitara, spremljevalni vokal (1983–2004, 2007–danes)
- Joe Sirois – bobni in tolkala (1991–2004, 2007–danes)
- Lawrence Katz – kitara, spremljevalni vokal (2000–2004, 2007–danes)
- Chris Rhodes – trombon, spremljevalni vokal (2000–2004, 2007–danes)
- John Goetchius – klaviature (2008–danes)
- Leon Silva – saksofon, spremljevalni vokal (2016–danes)[4]

Nekdanji člani
- Nate Albert – kitara, spremljevalni vokal (1983–2000)
- Tim Bridewell – trombon (1983–1991)
- Josh Dalsimer – bobni (1983–1991)
- Dennis Brockenborough – trombon (1991–2000)
- Kevin Lenear – altovski saksofon, tenorski saksofon in baritonski saksofon (1991–1998; 2008–2016)
- Roman Fleysher – saksofon (1998–2004, 2007–2008)

Dodatni člani
- Davey Holmes – klaviature
- Brian Dwyer – trobenta
- Kevin P. Stevenson – kitara
- Dave Aaronoff – klaviature
- Sledge Burton – trobenta
- Jon Nash – kitara

## Diskografija
- Devil's Night Out (1989)
- More Noise and Other Disturbances (1992)
- Don't Know How to Party (1993)
- Question the Answers (1994)
- Let's Face It (1997)
- Pay Attention (2000)
- A Jackknife to a Swan (2002)
- Pin Points and Gin Joints (2009)
- The Magic of Youth (2011)
- While We're at It (2018)